# Wilki (województwo warmińsko-mazurskie)
Wilki – wieś w Polsce położona w województwie warmińsko-mazurskim, w powiecie braniewskim, w gminie Braniewo.
W latach 1975–1998 miejscowość administracyjnie należała do województwa elbląskiego.
W miejscowości brak zabudowy.